# Petrof

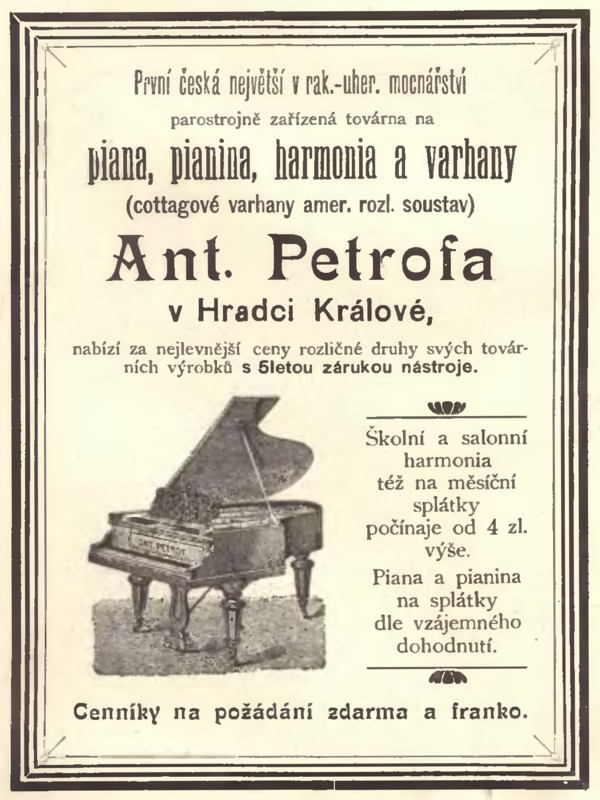
Inzerát v kalendáři Zlaté Prahy na rok 1895

PETROF, spol. s r.o., je česká společnost zabývající se především výrobou klavírů a pianin. Sídlí v Hradci Králové v ulici Na Brně. Petrof je největším evropským výrobcem akustických klavírů a pianin, exportující do více než 65 zemí na 5 kontinentech.

## Historie společnosti

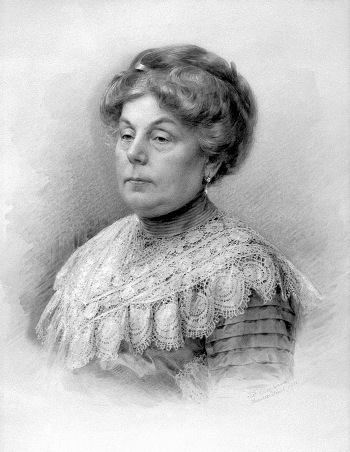
Marie Petrofová

Zakladatel společnosti Antonín Petrof se narodil v roce 1839. Vyučil se truhlářem v dílně svého otce Jana Petrofa. Roku 1857 se odjel učit stavitelem klavírů do Vídně k firmám Heitzmann, Ehrbar a Schweighofer. Roku 1864 se vrátil do Hradce Králové a postavil svůj první koncertní klavír a o rok později přeměnil otcovu truhlářskou dílnu na dílnu klavírnickou. V roce 1874 se firma přestěhovala do nového prostoru za městem směrem na Brno a byla zahájena také výroba harmonií. V roce 1880 byl otevřen pobočný provoz v uherském Temešváru. Postupně se výrobní program rozrostl o produkci klávesnic a konstrukce mechanik (1881), byla také zavedena výroba pianin (1883).[zdroj?]
Firma se postupně vypracovala mezi nejvýznamnější výrobce klavírů a pian v Evropě. Mezi zákazníky firmy Petrof patřil také císařský dvůr. V roce 1899 Antonín Petrof obdržel privilegium c. a k. dvorního dodavatele a byl mu propůjčen titul tajného dvorního rady, který později přešel na oba jeho syny.
V roce 1895 začala firma vyvážet své výrobky do zahraničí. Roku 1908 byla firma změněna na veřejnou obchodní společnost, kde se Petrofova manželka Marie stala prokuristkou, a synové Jan, Antonín a Vladimír dostali podíl na firmě. Když v roce 1915 oba rodiče Antonín a Marie Petrofovi zemřeli, převzal vedení podniku nejmladší syn Vladimír Petrof.
V roce 1924 byla zahájena výroba elektropneumatických a později i radioakustických pian. Dalším mezníkem byl rok 1928, kdy společně s americkou firmou Steinway Petrof otevřel pobočku v Londýně na Wigmore Street. V té době se do správy podniku zapojila třetí generace Petrofů: Dimitrij, Eduard a Eugen.[zdroj?] V roce 1932 získala firma Petrof licenci na výrobu elektroakustických klavírů značky Neo-Bechstein, později přejmenované na Neo-Petrof. V roce 1934 získaly nástroje Petrof na světové výstavě v Bruselu zlatou medaili. Tehdy už v továrně pracovalo 400 lidí.[zdroj?]
Po roce 1945 v severočeském Jiříkově firma získala po válce znárodněný pobočný závod firmy August Förster na výrobu klavírů, která měl své sídlo v saském městě Löbau. Dnes se v této pobočce kompletují piana značky Weinbach z dílů vyráběných v Číně.
Po komunistickém převratu v roce 1948 byl podnik Petrof znárodněn a Petrofovi byli zbaveni majetku a svých práv. V roce 1954 bylo založeno vývojové oddělení pianin a klavírů a v roce 1958 byla ukončena výroba harmonií. Na EXPO 1958 v Bruselu podnik získal ocenění zlatou medailí za koncertní křídlo PETROF Mondial.[zdroj?]
V letech 1991 až 1998 byl podnik reprivatizován.  Továrna přešla plně do rukou rodiny Petrofů v roce 2001.[zdroj?] Od roku 2004 byla společnost vedena dvěma sestrami páté generace rodu Petrofových. Mezi lety 2004 a 2011 byla Zuzana Ceralová Petrofová ve firmě jako jednatelka a výkonná ředitelka. V roce 2008 byla založena dceřiná firma PETROF USA a v roce  2013 bylo otevřeno Muzeum PETROF. V roce 2017 byla v Hradci Králové otevřena PETROF Gallery a PETROF Café.
Od roku 2011 zastává funkci jednatelky a prezidentky společnosti Petrof Zuzana Ceralová Petrofová, která byla v roce 2015 oceněna titulem Manažerka roku. 1. července 2022 nastoupila jako výkonná ředitelka (CEO) Ing. Anna Prousková (Petrofová)..

## Současnost

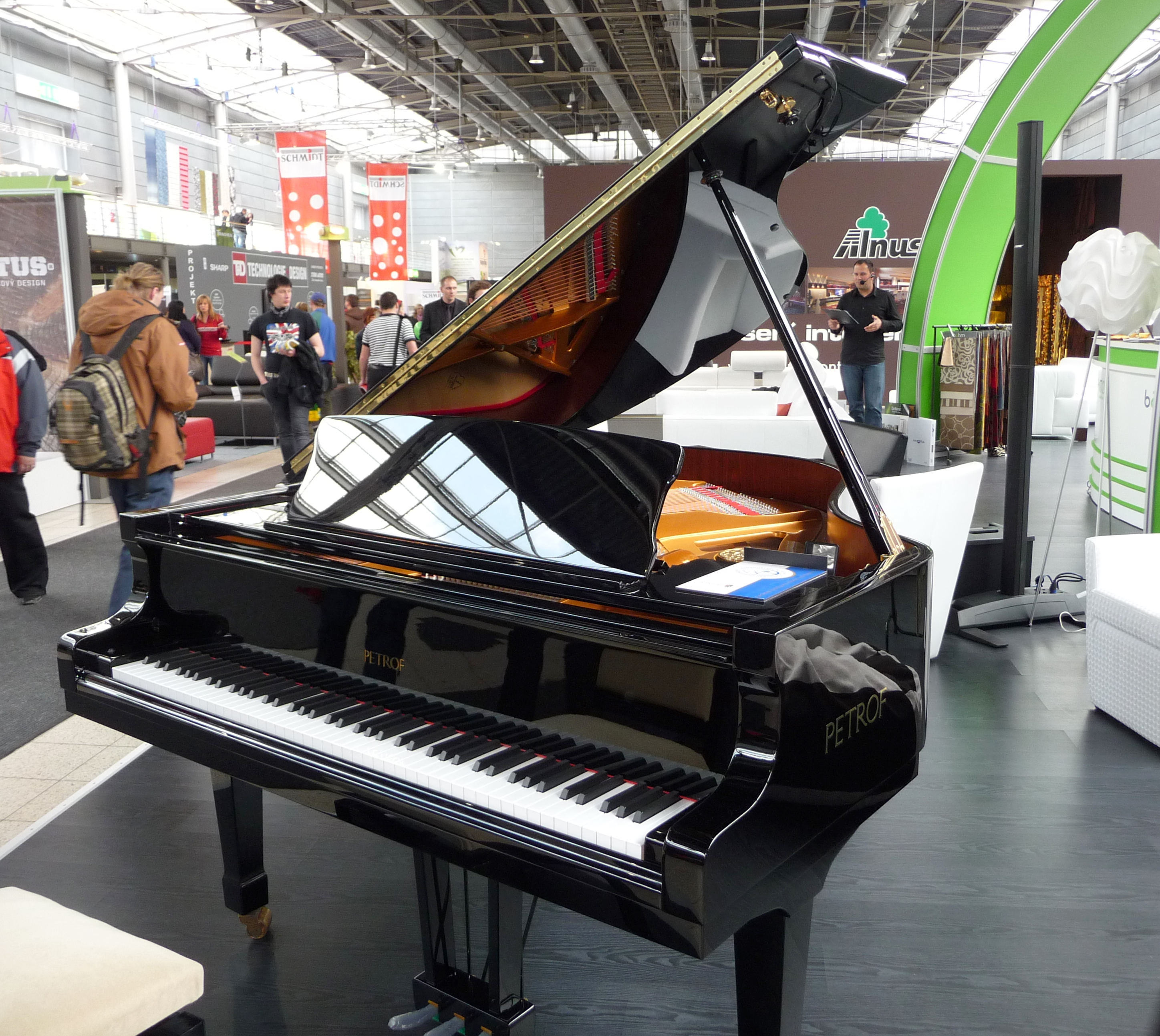
Klavír značky Petrof na výstavě

Petrof je se svou roční produkcí v současnosti jeden z nejvýznamnějších výrobců klavírů v Evropě. Firma produkuje ročně přibližně 100 křídel a 500 pianin. Disponuje kapacitami pro výrobu široké škály klavírů a pianin i výzkumnou a vývojovou laboratoří.
Vyrábí se šest základních modelů křídel – dle délky. Koncertní mistrovské nástroje ve třech typech – P 284 Mistral, P 237 Monsoon a P 210 Pasat, které se zhotovují individuálně nejlepšími odborníky firmy. Průměrná doba vyhotovení křídla trvá v průměru 9 až 12 měsíců. Další tři typy P 194 Storm, P 173 Breeze a P 159 Bora se vyrábějí standardním způsobem. Ve stylových variantách jsou to typy P IV CHIPP a P IV Rokoko. Všechna křídla mají čtyři standardní úpravy: nejžádanější černý lesk, bílý lesk, ořech a leštěný mahagon. Pianina mají šest základních výškových typů: 118, 122, 125, 127, 131 a 135 cm. Obohacením sortimentu jsou nástroje stylového provedení: CHIPP, DCHIPP a Rokoko s ručním řemeslným zpracováním povrchů. Firma staví také pianina podle přání a individuálních požadavků zákazníka. Zákazníkům rovněž nabízí také Self Player System pro klavíry, který umožňuje produkovat zvuk i přesto, že na klavír nikdo nehraje. Je to umožněno díky elektromagnetům, které přenášejí pohyb do klávesnice a následně do celé mechaniky klavíru. V době ekonomické krize v letech 2008, až 2010 začala firma Petrof také s výrobou nábytku a kuchyní.